# Karl von Scheven

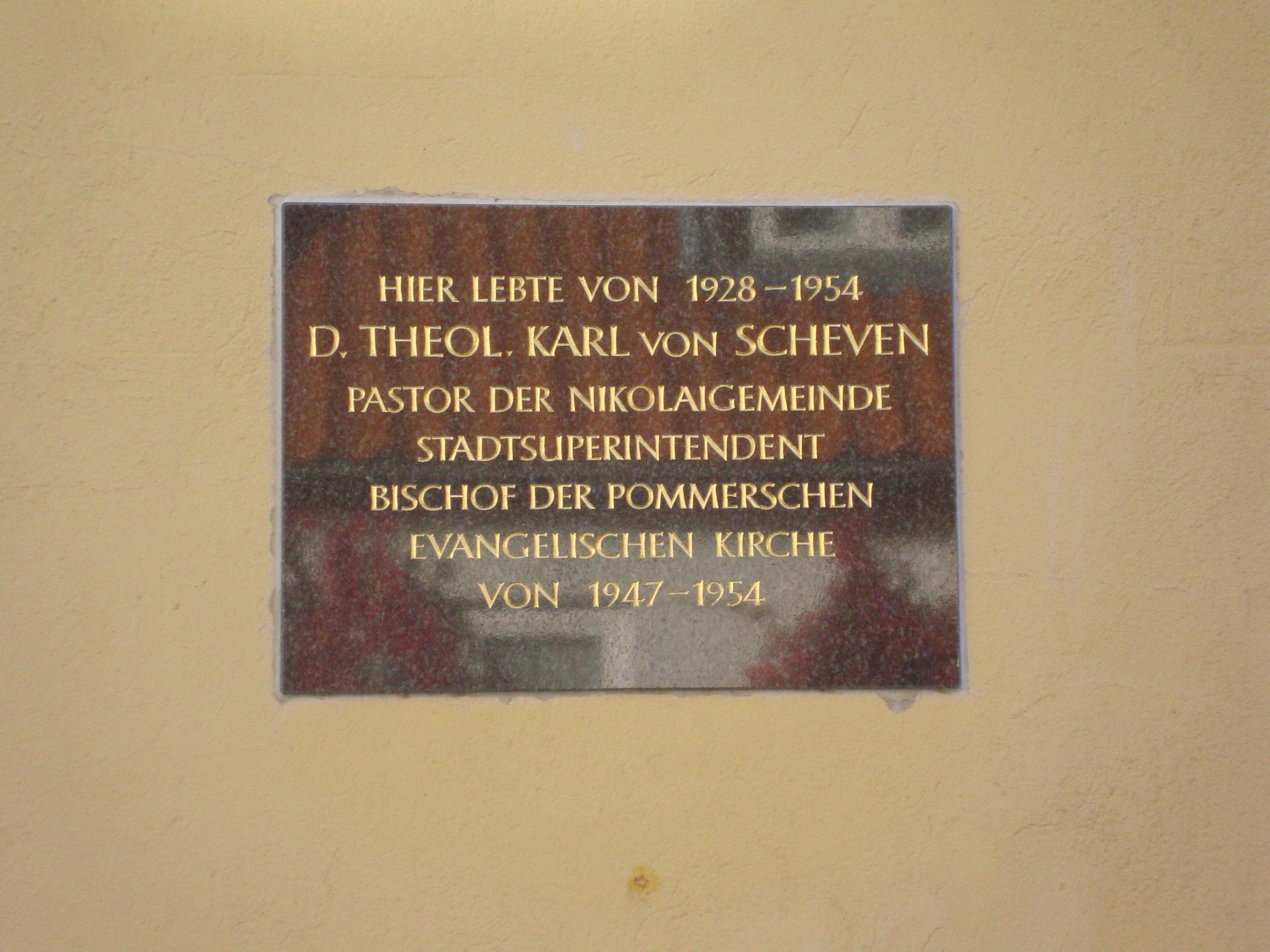
Gedenktafel für Karl von Scheven in der Domstraße 13 in Greifswald

Karl Heinrich Albert von Scheven (* 16. Februar 1882 in Leopoldshagen; † 7. Oktober 1954 in Bad Wiessee) war ein deutscher evangelischer Theologe und erster Bischof der Pommerschen Evangelischen Kirche.

Signum Karl von Scheven

## Leben
Karl von Scheven wurde als erstes Kind des Pfarrers Johannes von Scheven in Leopoldshagen in Vorpommern geboren. Er hatte vier Schwestern. Die männlichen Vorfahren Schevens waren über einen Zeitraum von 200 Jahren stets entweder Pfarrer oder Landwirt geworden.
Scheven wuchs in einem pommerschen Pfarrhaus auf. Sein Vater wechselte kurz nach der Geburt des Sohnes an die Pfarrstelle in Cunow bei Bahn in Hinterpommern. Karl von Scheven wurde zunächst von seinem Vater und von Privatlehrern unterrichtet und besuchte von 1894 bis 1901 das Königliche Bismarck-Gymnasium in Pyritz, wo er zunächst in Pension lebte. Nach dem Tod des Vaters im Jahr 1898 zog die Familie nach Pyritz. Karl von Scheven musste im Haushalt helfen und sich Geld durch Nachhilfeunterricht verdienen.
Nach dem durch die häuslichen Pflichten verzögerten Abitur studierte er ab 1901 Theologie an den Universitäten Halle, Berlin und Greifswald. Während seines Studiums wurde er Mitglied beim Verein Deutscher Studenten Greifswald. In Berlin lernte er auch Otto Dibelius kennen, mit dem ihn fortan eine Freundschaft verband. Er bestand im Jahr 1905 sein Examen. Von 1906 bis 1907 war er Mitglied des Domkandidatenstiftes in Berlin und kurzzeitig Hilfslehrer an einer Volksschule in Stettin. Er legte im Jahr 1907 sein zweites Examen ab und wurde am 13. Oktober des gleichen Jahres von Generalsuperintendent Johannes Büchsel in der Stettiner Schlosskirche ordiniert.
Von 1907 bis 1908 betreute er zunächst als Vikar, dann als Pastor die deutsche evangelische Gemeinde in Cannes in Südfrankreich. Im Jahre 1908 wurde er Pastor und Inspektor der Berliner Stadtmission. Im selben Jahr heiratete er Katharina Kühl, mit der er 1909 einen Sohn, Siegfried von Scheven, bekam. 1911 übernahm er die Pfarrstelle seines verstorbenen Schwiegervaters, Superintendent Hermann Kühl, in Pakulent (Kreis Greifenhagen), mit den drei Kirchengemeinden Pakulent, Heinrichsdorf und Klein Zarnow. 1916 wurde er als Lazarettpfarrer nach Kolberg und als Militärpfarrer nach Stettin einberufen. Nach dem Ersten Weltkrieg kehrte er an seine Pfarre zurück.
Im Jahre 1924 wurde er Pastor in Neumark (Kreis Greifenhagen), für die Kirchengemeinden Neumark, Kolbatz und Dobberphul sowie Superintendent des Kirchenkreises Kolbatz mit Dienstsitz in Neumark. 1925 wurde er Mitglied der Pommerschen Provinzialsynode. 1928 wurde er zum Pastor an den Dom St. Nikolai in Greifswald und zum Stadtsuperintendenten berufen. Er war hier zeitweise auch als Standortpfarrer tätig. Er gehörte der Prüfungskommission für Theologen an und war Mitglied im Provinzialkirchenausschuss und in der Generalsynode der Kirche der Altpreußischen Union. Während des Dritten Reiches schloss sich von Scheven 1934 dem Pfarrernotbund, einem Vorläufer der Bekennenden Kirche, an. Scheven lehnte den Einfluss des Staates auf die Kirche ab, stand aber zunächst den politischen Veränderungen positiv gegenüber. Ende 1935 wurde er Vorsitzender des Pommerschen Kirchenausschusses, verließ aber nicht die Bekennende Kirche; 1937 musste er zurücktreten. Im selben Jahr bezog er in einem 7-Thesen-Papier abgrenzende Stellung zum Deutschglauben. 1938 gab er die Arbeit mit den Studenten an Johannes Fichtner ab.
Nach der kampflosen Übergabe Greifswalds an die Rote Armee nahm von Scheven Kontakt zum sowjetischen Stadtkommandanten auf und erhielt die Erlaubnis zum Abhalten von Gottesdiensten. Er übernahm das Geistliche Referat des inzwischen von Stettin nach Greifswald verlegten Konsistoriums der Kirchenprovinz Pommern. Es folgte 1946 die Ernennung zum Vorsitzenden der Kirchenleitung mit dem Titel „Präses“. Nach Schaffung einer neuen Kirchenordnung für Pommern und Bildung der nun selbständigen Pommerschen Evangelischen Kirche wurde er zum Generalsuperintendenten mit dem Titel Bischof der Pommerschen Evangelischen Kirche gewählt. Dieses Amt nahm er von Anfang Januar 1947 bis zu seinem Tode während eines durch Herzbeschwerden bedingten Kuraufenthaltes im oberbayrischen Bad Wiessee 1954 wahr.
Am 24. Februar 1946 verlieh ihm die Theologische Fakultät der Universität Greifswald die Ehrendoktorwürde, zusammen mit Gottfried Holtz.

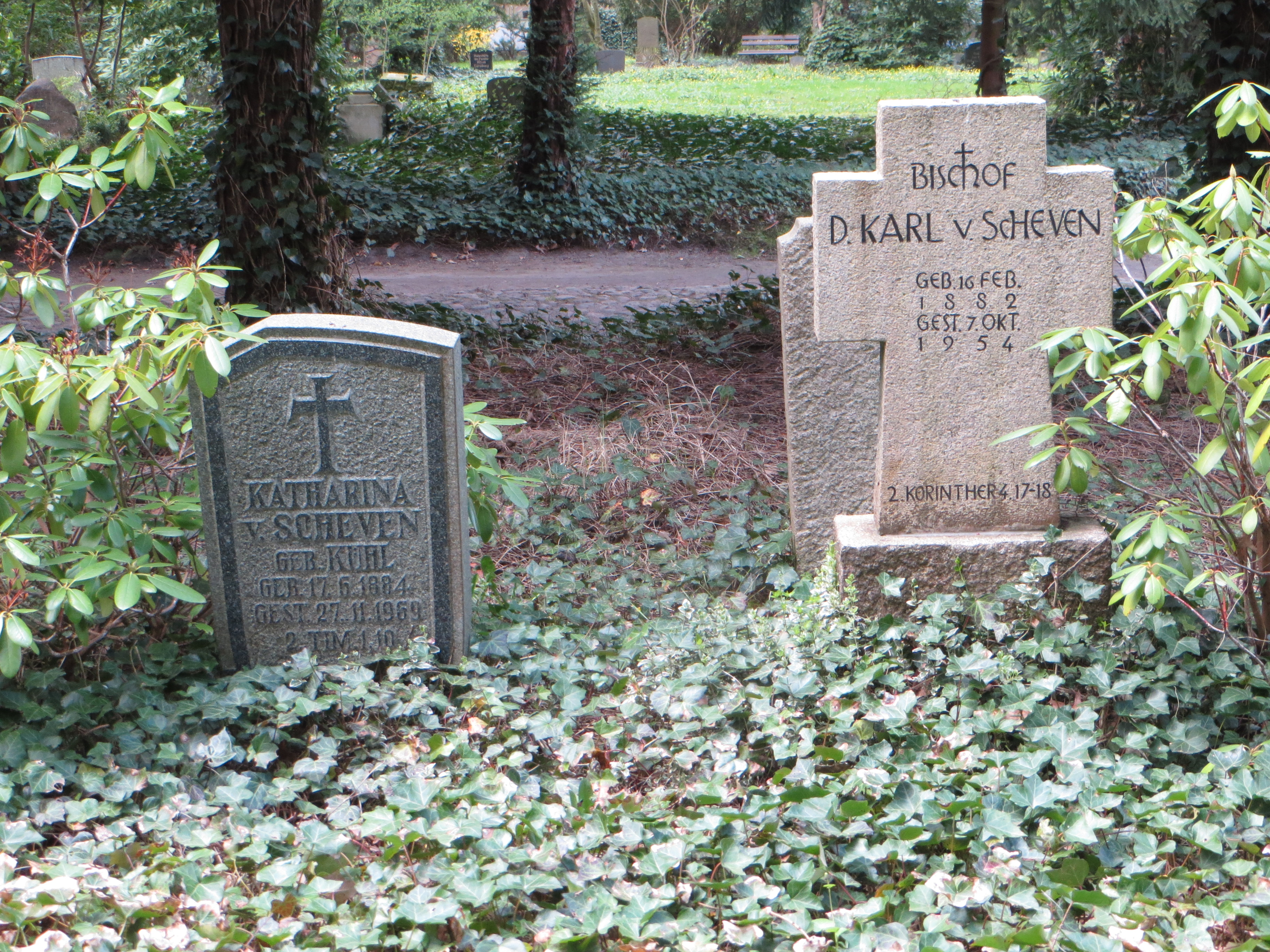
Grab Karl von Schevens und seiner Frau auf dem Alten Friedhof in Greifswald

Er war verheiratet mit Katharina, geb. Kühl (1884–1969).
Von Scheven wurde auf dem Alten Friedhof in Greifswald bestattet.

## Weitere Ämter und Aktivitäten
- Mitgliedschaft in der Generalsynode der evangelischen Kirche der Altpreußischen Union
- Mitgliedschaft in der pommerschen Provinzialsynode
- 1935: Mitglied im pommerschen Provinzialkirchenausschuss, 1936/1937 Vorsitzender